# 日日是好日 (映画)
『日日是好日』（にちにちこれこうじつ）は、エッセイスト・森下典子による自伝エッセイ『日日是好日-「お茶」が教えてくれた15のしあわせ-』を原作とした、2018年10月13日公開の日本の映画作品。
監督・脚本は大森立嗣。主役の典子役を黒木華、典子が通う茶道教室の先生役を樹木希林、典子と一緒に茶道教室へ通う従姉役を多部未華子が演じる。

## あらすじ
大学生の典子（黒木華）は、突然母親から茶道を勧められる。戸惑いながらも従姉・美智子（多部未華子）とともに、タダモノではないという噂の茶道の先生・武田のおばさん（樹木希林）の指導を受けることになる。
大学を卒業しても、いまだに就職もせずに30代に突入した典子は、大学を卒業して茶道をやめ、すぐに就職をし、お見合いをするために退職し、婚約をして子どもも生まれた美智子との間に遠い距離を感じていた。
そんな中、10年間辞めずに続けてきた茶道でさまざまな後輩との出会いを通して大切なことをたくさん学んだ典子はやっと出版社に面接をしに行くことになった。だがそれもダメで、ずっと付き合っていた彼氏とも別れて落ち込んでいた中、父親の死を知り、武田のおばさんと泣いた。
それから典子は立ち直りもう一度全てやり直そうと決意する。

## キャスト
- 典子 - 黒木華[2]
- 武田先生 - 樹木希林[2]
- 美智子（典子の従姉） - 多部未華子[2]
- 田所 - 原田麻由
- 早苗 - 川村紗也
- 由美子 - 滝沢恵
- ひとみ - 山下美月 (乃木坂46)[2]
- 典子の母 - 郡山冬果
- 典子の弟 - 岡本智礼
- 荒巻全紀
- 南一恵
- 雪野 - 鶴田真由[2]
- 典子の父 - 鶴見辰吾[2]

## スタッフ
- 原作 - 森下典子『日日是好日-「お茶」が教えてくれた15のしあわせ-』（新潮文庫刊）
- 監督・脚本 - 大森立嗣
- 音楽 - 世武裕子
- プロデューサー - 吉村知己、金井隆治、近藤貴彦
- 撮影 - 槇憲治
- 照明 - 水野研一
- 美術 - 原田満生、堀明元紀
- 録音 - 吉田憲義
- 装飾 - 田口貴久
- 衣装 - 宮本まさ江
- ヘアメイク - 豊川京子
- 音響効果 - 伊藤進一
- 編集 - 早野亮
- スチール - 三木匡宏
- 助監督 - 小南敏也、森井勇佑
- 制作担当 - 飯塚香織
- ラインプロデューサー - 伊達真人
- 題字 - 赤松陽構造
- 応援 - 表千家不審菴
- 特別協力 - 花傳、ホットヨガスタジオLAVA
- 特別協賛 - カジワラ、グランマーブル
- 配給 - 東京テアトル、ヨアケ
- 製作プロダクション - ヨアケ、ハーベストフィルム
- 製作幹事 - ハピネット、ヨアケ
- 製作 - 『日日是好日』製作委員会（ハピネット、テレビ東京、東京テアトル、パルコ、朝日新聞社、TBSラジオ、テレビ大阪、イオンエンターテイメント、カラーバード、ベンチャーバンク、ハーベストフィルム、グランマーブル、ヨアケ）

## 関連商品
サウンドトラック
- 世武裕子『映画「日日是好日」オリジナル・サウンドトラック』（2018年10月10日発売、ポニーキャニオン、PCCR-00678）[3]

エッセイ
- 森下典子『青嵐の庭にすわる「日日是好日」物語』文藝春秋、2021年11月25日。ISBN 978-4163914718。 - 原作者が茶道指導担当として映画製作に参加した経験を物したエッセイ。
- 森下典子『茶の湯の冒険 「日日是好日」から広がるしあわせ』文藝春秋〈文春文庫〉、2024年3月6日。ISBN 978-4167921934。 - 上記エッセイを改題、文庫化したもの。

## 受賞歴
- 第43回報知映画賞[4]
  - 助演女優賞（樹木希林）※『モリのいる場所』『万引き家族』と合わせて受賞。
  - 監督賞（大森立嗣）
- 第73回毎日映画コンクール[5]
  - 美術賞（原田満生、堀明元紀）
  - 録音賞（吉田憲義）
- 第40回ヨコハマ映画祭 日本映画ベストテン第10位[6]
- 第92回キネマ旬報ベスト・テン 日本映画ベスト・テン第9位[7]
- 第42回日本アカデミー賞[8]
  - 優秀主演女優賞（黒木華）
  - 優秀助演女優賞（樹木希林）
- 第31回日刊スポーツ映画大賞・石原裕次郎賞[9]
  - 助演女優賞（樹木希林）